# Kyle Larson (kierowca wyścigowy)
Kyle Miyata Larson (ur. 31 lipca 1992 w Elk Grove) – amerykański kierowca wyścigowy, rywalizujący w serii NASCAR Cup Series, jak i w wybranych wyścigach NASCAR Xfinity Series, dla zespołu Hendrick Motorsports.
Różnorodność pojazdów, w których Larson się ścigał, i rodzaj torów, na których opanował mistrzostwo, jest uważana w światowym sporcie motorowym w erze, w której większość kierowców specjalizuje się w jednym typie pojazdu.  Poza NASCAR wygrywał w samochodach sportowych (24 godziny Daytona), karłowatych (Chili Bowl), sprinterskich (Knoxville Nationals i jest właścicielem serii samochodów sprinterskich High Limit) i brudnych późnych modeli (Prairie Dirt Classic), a także jeździł w Indianapolis 500 dla Arrowa McLarena.

## Kariera

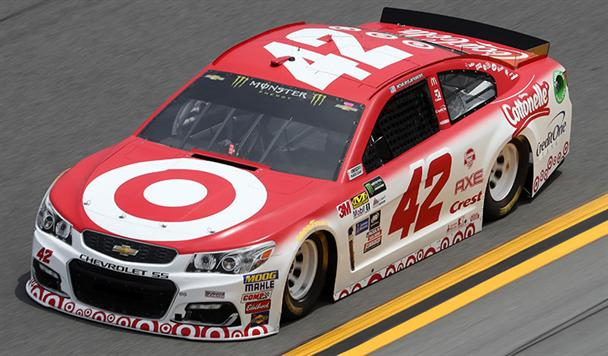
Samochód Larsona w 2017 roku

Larson rozpoczął swoją karierę wyścigową w wieku siedmiu lat. Próbował sił w wielu typach pojazdów, w tym w półciężarówkach, samochodach seryjnych, sportowych czy Sprint Cars. W tych ostatnich odnosił w młodości największe sukcesy, w 2011 roku zdobywając 22 zwycięstwa w ogólnokrajowych zawodach organizowanych przez World of Outlaws oraz United States Auto Club. W rozgrywkach NASCAR zadebiutował rok później, biorąc udział w czterech wyścigach NASCAR Camping World Truck Series oraz pełnym sezonie NASCAR K&N Pro Series East, gdzie zdobył dwa zwycięstwa i tytuł mistrzowski.
W 2013 roku Larson uczestniczył w pełnym sezonie NASCAR Xfinity Series z zespołem Turner Scott Motorsports. Choć nie wygrał żadnego wyścigu, zajął 8. miejsce w klasyfikacji kierowców oraz zdobył nagrodę Debiutanta Roku. W tym samym sezonie wystartował także w dwóch wyścigach Truck Series (z których wygrał jeden, w Rockingham) oraz swoich pierwszych czterech wyścigach Monster Energy NASCAR Cup Series (debiutując w Charlotte).
Od 2014 roku Larson jest kierowcą Chevroleta z numerem 42 dla zespołu Chip Ganassi Racing w Cup Series. W swoim pierwszym sezonie zdobył dwa pole position i osiem razy kończył wyścig w czołowej piątce. Sezon zaś zakończył na 17. miejscu, dzięki czemu nagrodzono go tytułem Debiutanta Roku. Jednocześnie wraz z nowym zespołem brał udział w większości wyścigów Xfinity Series (opuścił tylko pięć rund). Odniósł wtedy swoje pierwsze zwycięstwa w tej serii – W Fontanie i Charlotte. W następnym sezonie Larson zdobył jedno pole position i dwa razy mieścił się w najlepszej piątce.
W 2016 roku Larson odniósł swoje pierwsze zwycięstwo w Cup Series na torze w Michigan, co na dwie rundy przed końcem sezonu zasadniczego dało mu miejsce w play-offach. Rywalizację o mistrzostwo zakończył jednak już po pierwszej rundzie, a cały sezon zakończył na 9. miejscu. W roku 2017 Larson triumfował w czterech wyścigach i ponownie zakwalifikował się do play-offów, gdzie uznawany był za jednego z faworytów do tytułu. Jego szanse przekreśliła jednak awaria silnika w ostatnim wyścigu drugiej rundy w Kansas. Ostatecznie zajął 8. miejsce w końcowej klasyfikacji.

## Życie prywatne
Larson urodził się w rodzinie mieszanej - jego matka jest japońskiego pochodzenia.
Kierowca żyje w wieloletnim związku z partnerką, Katelyn Sweet. W 2014 roku parze urodził się syn, Owen.
Mają dwójkę innych dzieci, córkę Audrey Lane, urodzoną w 2018 roku i syna Coopera Donalda, urodzonego w 2022 roku.  Owen i Audrey jeżdżą samochodami sprinterskimi o pojemności 600 cm3, juniorską klasą sportów motorowych, w której pojazdy mają klatkę bezpieczeństwa, pasy bezpieczeństwa i skrzydła, ścigając się wyłącznie na glinie. 
Sweet jest siostrą kierowcy sprinterskiego Brada Sweeta, a zarówno Larson, jak i Sweet są właścicielami i promują serię samochodów sprinterskich High Limit Racing z wyścigami w Stanach Zjednoczonych i Australii.